# Martin (Kentucky)
Martin es una ciudad ubicada en el condado de Floyd en el estado estadounidense de Kentucky. En el Censo de 2010 tenía una población de 634 habitantes y una densidad poblacional de 325,52 personas por km².

## Geografía
Martin se encuentra ubicada en las coordenadas 37°33′58″N 82°45′37″O / 37.56611, -82.76028. Según la Oficina del Censo de los Estados Unidos, Martin tiene una superficie total de 1.95 km², de la cual 1.9 km² corresponden a tierra firme y (2.66%) 0.05 km² es agua.

## Demografía
Según el censo de 2010, había 634 personas residiendo en Martin. La densidad de población era de 325,52 hab./km². De los 634 habitantes, Martin estaba compuesto por el 98.26% blancos, el 0% eran afroamericanos, el 0% eran amerindios, el 1.1% eran asiáticos, el 0% eran isleños del Pacífico, el 0% eran de otras razas y el 0.63% pertenecían a dos o más razas. Del total de la población el 0.32% eran hispanos o latinos de cualquier raza.